# Vilarinho das Azenhas
Vilarinho das Azenhas is een plaats (freguesia) in de Portugese gemeente Vila Flor en telt 140 inwoners (2001).